# Andrzej Klimek (neurolog)
Andrzej Karol Klimek (ur. 1942 w Łodzi) – polski lekarz neurolog, profesor zwyczajny i nauczyciel akademicki.

## Życiorys
Andrzej Klimek po maturze studiował do roku 1964 medycynę na Akademii Medycznej w Łodzi, następnie specjalizował się jako lekarz neurolog.
Tytuł naukowy profesora zwyczajnego nauk medycznych uzyskał 26 października 1990 będąc pracownikiem naukowym Uniwersytetu Medycznego w Łodzi. Był tam wieloletnim wykładowcą Katedry Chorób Układu Nerwowego. Był także kierownikiem Kliniki Neurologii i Epileptologii Uniwersyteckiego Szpitala Klinicznego im. WAM w Łodzi oraz inicjatorem utworzonej w 2009 roku Poradni Neurologopedycznej.
Jest członkiem Polskiego Towarzystwa Lekarskiego i Polskiego Towarzystwa Neurologicznego oraz pracownikiem Elbląskiej Uczelni Humanistyczno-Ekonomicznej. W latach 1992–2012 wypromował siedmiu doktorów.
Jego ojciec Mieczysław Klimek był w latach 1953–1962 rektorem Politechniki Łódzkiej.

## Publikacje
- Choroba Parkinsona w praktyce lekarza rodzinnego. MI Polska 2000, ISBN 83-909708-3-X
- (współautor): Neurologia dla studentów wydziału pielęgniarstwa. Wolters Kluwer Polska, Kraków 2010, ISBN 978-83-264-0559-4